# Ron Lagomarsino
Ron Lagomarsino (* in Kalifornien) ist ein US-amerikanischer Film- und Theaterregisseur.

## Leben
Ron Lagomarsino ist in San Francisco aufgewachsen und hat dort Absolvent der Santa Clara University und der Tisch School of the Arts New York University.
Seine ersten Regiearbeiten beim Fernsehen erfolgten bei der TV-Serien Another World 1981, gefolgt von Liebe, Lüge, Leidenschaft 1986 oder auch Die besten Jahre, bei der er in 7 Episoden die Regie führte. 1994 wurde ihm die Regie für Pretty Contessa – Falsche Prinzessin sucht wahre Liebe übertragen, 2000 für Die Nominierung und 2007 für Die Schneekugel. Seine Hauptarbeit lag jedoch weiterhin bei Fernsehserien.
Ron Lagomarsinos Theaterstück Digby brachte ihm 1985 eine Nominierung für den Drama Desk Award als „Herausragender Regisseur“ und 1987 für das Stück Driving Miss Daisy.  Bei seinen TV-Arbeiten erhielt er 1985 eine einzige Nominierung für den Daytime Emmy Award und 1992 eine Primetime Emmy Award für Liebe, Lüge, Leidenschaft bzw. Homefront. 1993 gewann er den Directors Guild of America Award für die TV-Serie Picket Fences – Tatort Gartenzaun.

## Filmografie (Auswahl-Regie)
- 1981–1983: Another World (4 Folgen)
- 1986: Liebe, Lüge, Leidenschaft (1 Folge)
- 1989: Inspektor Hooperman (2 Folgen)
- 1988–1990: Die besten Jahre (alle 7 Folgen)
- 1992–1994:Picket Fences – Tatort Gartenzaun (4 Folgen)
- 1994: Pretty Contessa – Falsche Prinzessin sucht wahre Liebe
- 1996: Sündiges Geheimnis – Ich liebe den Freund meiner Mutter
- 1997: The Last Night of Ballyhoo
- 2000: Die Nominierung
- 2003: Die Hochzeit meiner Traumfrau
- 2004: The Madam’s Family: The Truth About the Canal Street Brothel
- 2005: Ghost Whisperer – Stimmen aus dem Jenseits (1 Folge)
- 2006: The Bedford Diaries  (1 Folge)
- 2007: Die Schneekugel
- 2008: The Starter Wife – Alles auf Anfang (1 Folge)
- 2010–2017: Pretty Little Liars
- 2013–2014: Ravenswood (3 Folgen)
- 2013–2014: Mistresses
- 2011–2015: Switched at Birth (8 Folgen)
- 2017–2018: Famous in Love (2 Folgen)